# Société archéologique d'Athènes
La Société archéologique d'Athènes (en grec moderne : Εν Αθήναις Αρχαιολογική Εταιρεία) est l'un des principaux organismes archéologiques grecs.
La société fut fondée en 1837 sous l'impulsion du roi de Grèce Othon comme le premier institut du nouvel État grec indépendant pour promouvoir et explorer l'héritage de la Grèce antique en général, et d'Athènes en particulier. L'un des fondateurs fut Kyriákos Pittákis. Le premier président en fut Ludwig Ross.
Sitôt après sa création, elle engagea de vastes programmes archéologiques : en 1839-1840, elle entreprit des fouilles à Athènes, dégageant la tour des Vents, le monument de Thrasyllos, les Propylées de l'Acropole et l'Érechthéion. En 1840-1841, elle mit au jour le théâtre de Dionysos. Également en 1840, elle dégage la porte des Lionnes à Mycènes. Après une pause dictée par des difficultés financières, la Société patronna des fouilles à Athènes tous les ans entre 1858 et 1894. Elle joua un rôle important dans la concession des différentes sites archéologiques grecs aux instituts étrangers (École française d'Athènes, British School at Athens, American School of Classical Studies, etc.) qui se les disputaient.
La Société archéologique publie chaque année un résumé des travaux de ses différentes missions, et une revue qui en présente les résultats détaillés.